# Order Róży

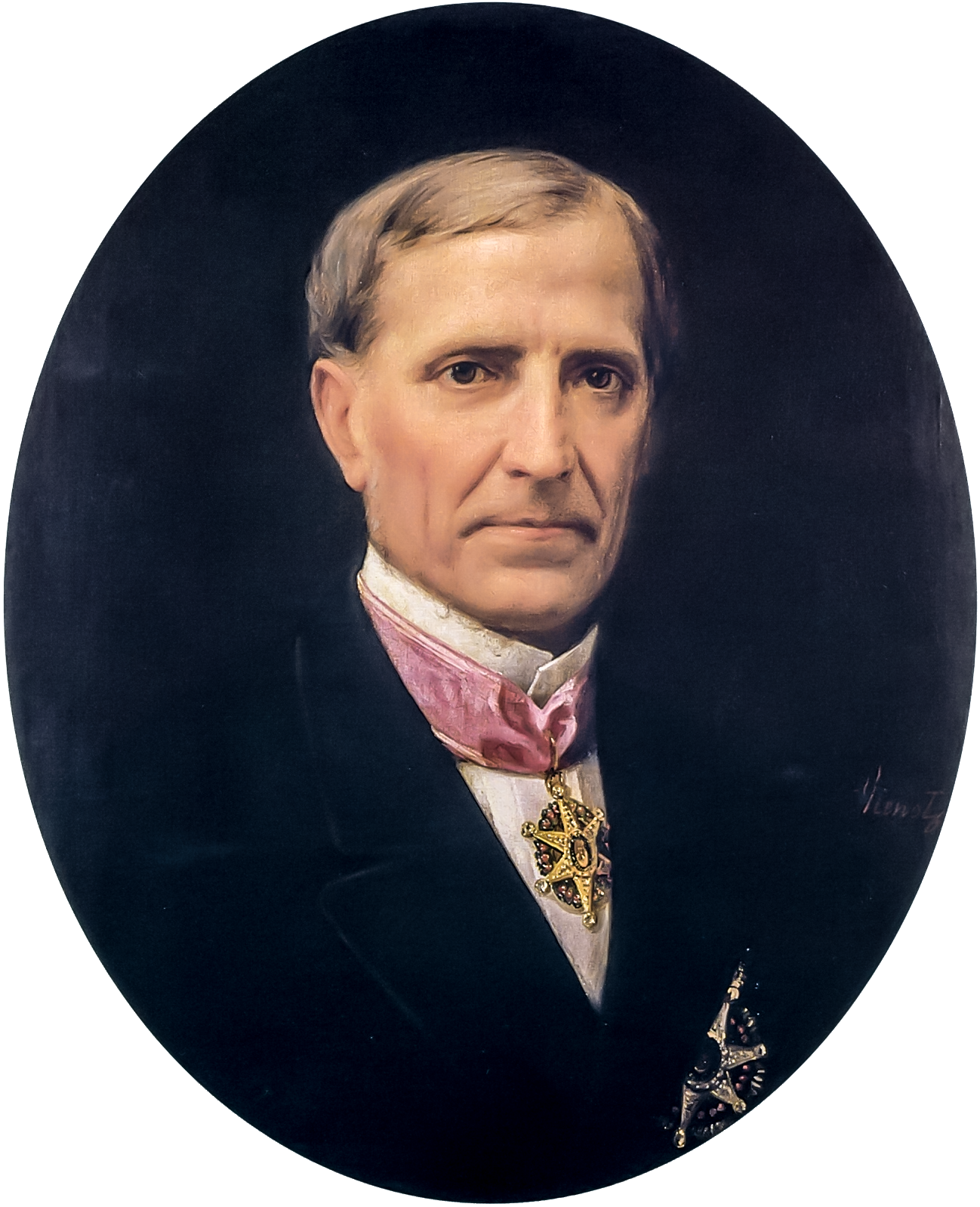
Irineu Evangelista de Sousa hrabia Mauá z insygniami Dygnitarza Orderu Róży

Cesarski Order Róży (port. Imperial Ordem da Rosa) – początkowo order kobiecy, drugie w kolejności starszeństwa odznaczenie państwowe Cesarstwa Brazylii, ustanowione 17 października 1829 przez Piotra I z okazji zawarcia przez niego małżeństwa z Amelią de Beauharnais, a zlikwidowane 22 marca 1890 po powstaniu Federacyjnej Republiki Brazylii i od tego czasu występujące jako order domowy brazylijskiej linii królewskiej portugalskiego rodu Orleans-Braganza (jeden z dwóch ich orderów obok Orderu Piotra I).
Aktualnie bezpośrednio do Orderu Róży nawiązuje wyglądem swoich insygniów orderowych najwyższe odznaczenie cywilne, które mogą otrzymać obywatele brazylijscy – ustanowiony w 1946 Order Narodowy Zasługi.

## Klasy i insygnia
Order dzieli się na sześć klas
- I Klasa – Krzyż Wielki (Grã-Cruz), odznaka na łańcuchu i gwiazda z koroną
- II Klasa – Wielki Dygnitarz (Grande Dignitário), odznaka na wielkiej wstędze i gwiazda z koroną
- III Klasa – Dygnitarz (Dignitário), odznaka na wstędze i gwiazda z koroną
- IV Klasa – Komandor (Comendador), gwiazda z koroną
- V Klasa – Oficer (Oficial), gwiazda bez korony
- VI Klasa – Kawaler (Cavaleiro), odznaka z koroną na wstążce

## Wygląd insygniów

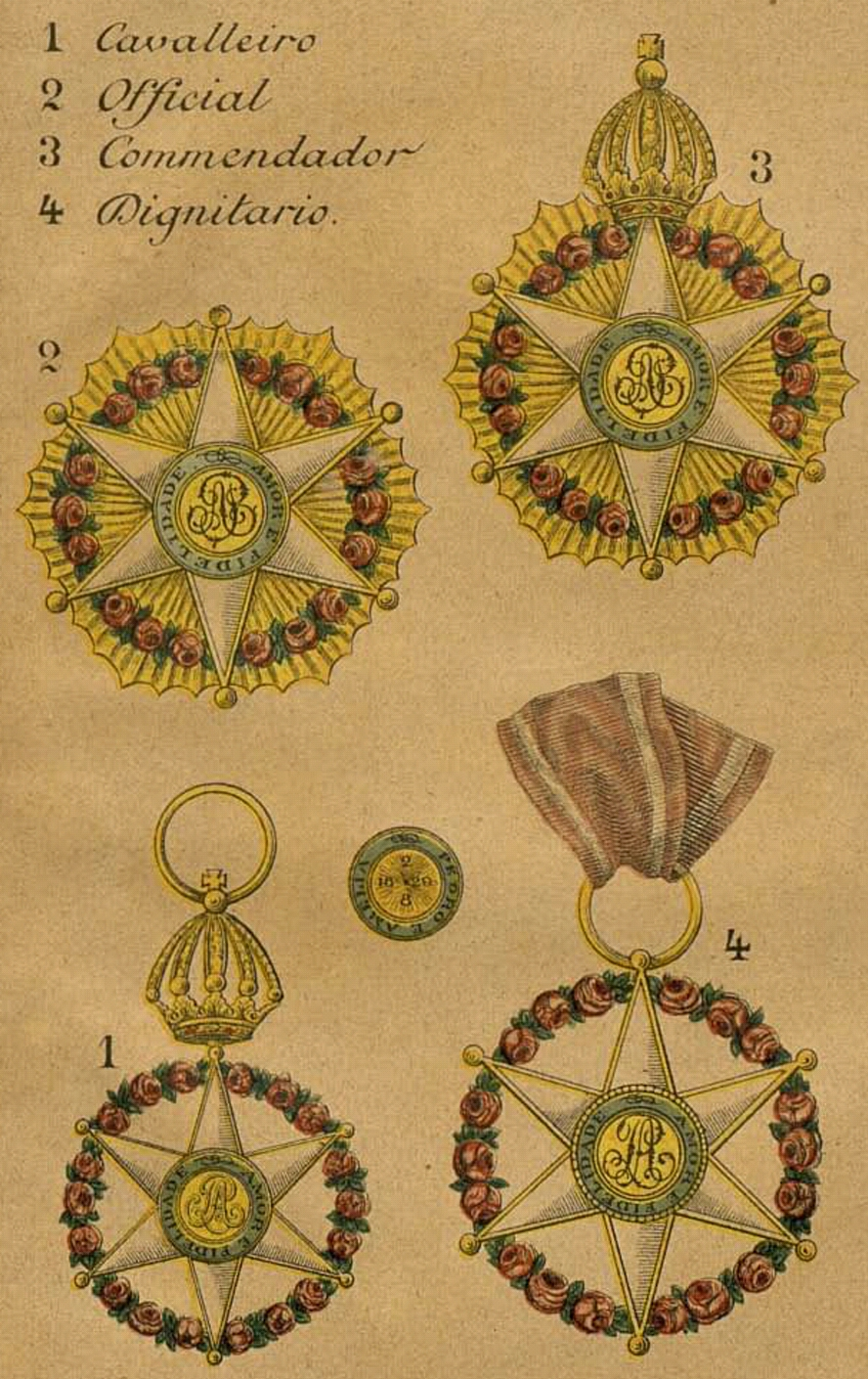
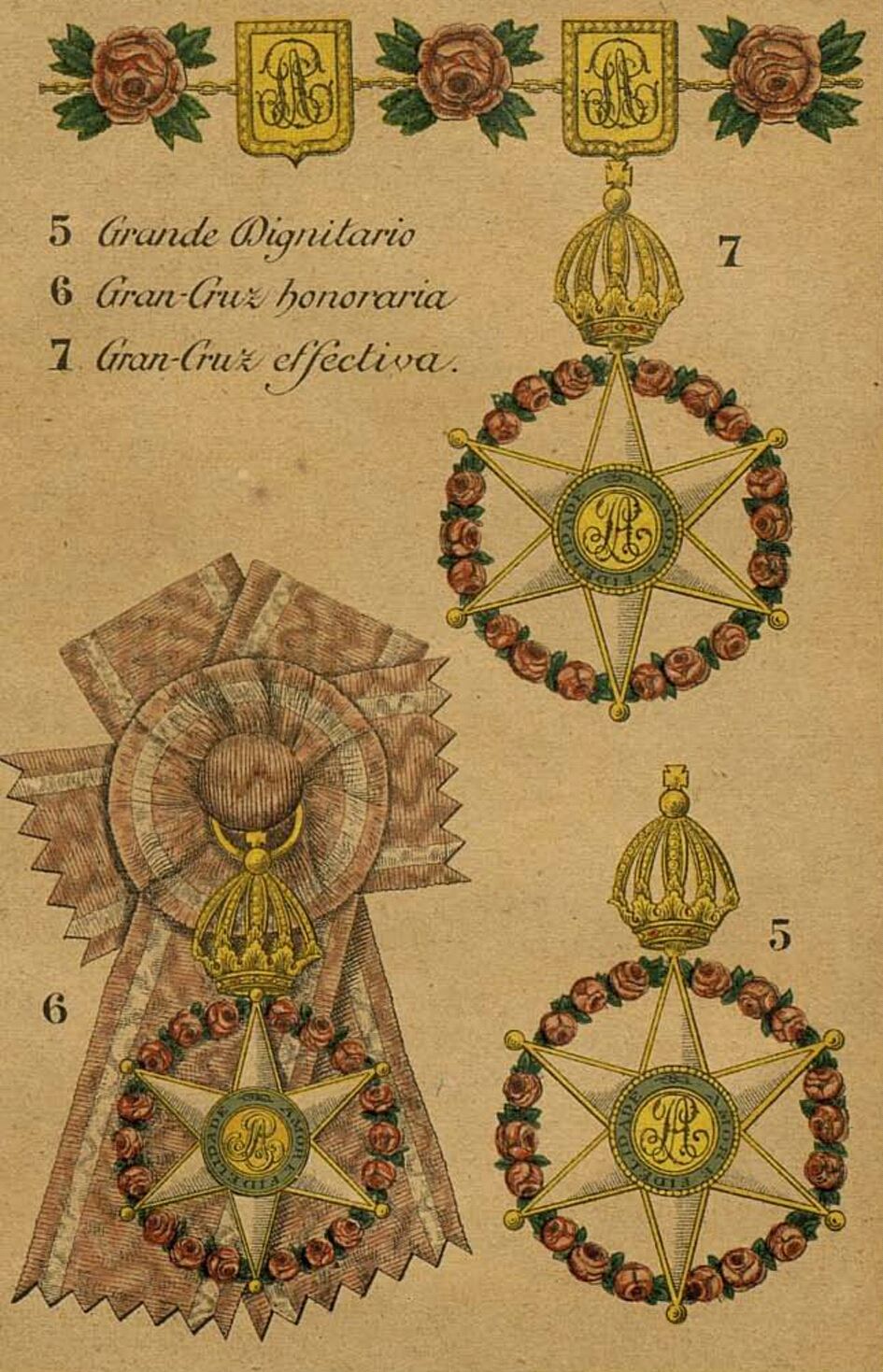

W 1884 roku

## Odznaczeni (lista niepełna)
- Aleksander II Karadziordziewić
- Amalia de Beauharnais
- Honório Hermeto Carneiro Leão
- Manuel de Araújo Porto-alegre
- Machado de Assis
- Lord Kelvin
- Louis Benoit van Houtte
- Ludwik Pasteur
- Olaf V Glücksburg
- Pedro Luiz Napoleão Chernoviz
- Victor Meirelles